# 歴史人口学
歴史人口学（れきしじんこうがく、英語：historical demography）とは、人口の歴史的な変遷を研究する学問。近代的な国勢調査が始まる以前（近世期）の人口動向を対象にする。

## 概説
この学問はフランスの歴史学者ルイ・アンリにより確立されたとされているが、最初に教区簿冊（parish register）を人口学的に活用したのは同国の歴史家ピエール・グベール（フランス語版）とされる。ルイ・アンリは家族復元法を確立し、フランス北西部のオルヌ県クルレ(fr:Crulai)のキリスト教教会の教区簿冊（parish register）1670年-1829年の分析によって個々人の出生・結婚・死亡を調べそれを集めて人口の微視的な変遷を記述した。

## 日本の歴史人口学
近代以前の日本の人口の推定は、西道智や新井白石などの天文学者、儒学者、国学者に始まり、明治期以降は伊能穎則、横山由清、ガーレット・ドロッパーズ、吉田東伍などが試算をしてきた。昭和初期には数学者の澤田吾一が古文書の綿密な考察により奈良時代から平安時代にかけての律令時代の推定人口をまとめた。その後本庄栄治郎、高橋梵仙、関山直太郎らの研究があり、最近では先史時代については小山修三、律令時代については鎌田元一、鎌倉・室町時代については、ウィリアム・ウェイン・ファリス（William Wayne Farris）、江戸時代については速水融や鬼頭宏らの研究がある。
推定人口は、戸数、郡郷数、田積数、課丁数（『律書残篇』、『和名類聚抄』、『拾芥抄』、『宋史日本伝』、『大田文』）、石高（『天正記』『当代記』記載の太閤検地総石高）、出挙稲数（弘仁式・延喜式正税帳）、あるいは遺跡の数などを基にモデル計算されていた。日本の場合は宗門人別改帳という良質な史料があったのでその研究によって数々の成果が得られた。例えば17世紀の爆発的な人口増加や出稼奉公による都市と農村の関係性などである。これらは近世社会史に新しい視点をもたらしている。
現代の歴史人口学研究者の推定では、日本の人口は8世紀には450～650万人。1000万人を越えたのは中世後期、早くとも15世紀以降と考えられている。江戸時代前半の17世紀に急増し、18世紀から19世紀は3000万人前後で安定化した。
- 先史時代より江戸時代以前の日本の人口統計については、近代以前の日本の人口統計を参照。
- 江戸時代以降の人口統計については、江戸時代の日本の人口統計を参照。
- 西南戦争前の日本の都市人口の調査と推定人口に関しては近代以前の日本の都市人口統計を参照。

## ユーラシア歴史人口学
1995年、文部省（現・文部科学省）の助成により、速水融が中心となって「ユーラシア社会の人口・家族構造比較史研究」（ユーラシア人口・家族史プロジェクト）が行われた。これは中国、日本、イタリア、ベルギー、スウェーデンなどが参加する国際共同研究プロジェクトである。